# ورزشگاه فوکوشیما آزوما
ورزشگاه فوکوشیما آزوما (انگلیسی: Fukushima Azuma Baseball Stadium) یک ورزشگاه بیسبال در فوکوشیما، ژاپن است.
این وزشگاه که در سال ۱۹۸۶ تاسیس شده دارای ۳۰٬۰۰۰ نفر ظرفیت است و طبق برنامه مسابقات بیسبال و سافت‌بال بازی‌های المپیک تابستانی ۲۰۲۰ در این آن برگزار میشود.